# Roy L. Gilbert
Roy Lee Gilbert, född 18 juni 1938 i London i Kentucky i USA, död 4 april 1961 i Queens i New York i USA, var en amerikansk galoppjockey som avled i samband med en olycka under ett löp. I ett pressmeddelande från United Press International omnämndes han som en av landets mest lovande unga jockeys.

## Karriär
Gilbert föddes i London i Kentucky, och var ett av totalt 18 syskon. Han började jobba inom galoppsporten 1954, då han var stallpojke och hjälpryttare för tränaren Woody Stephens. 1957 började Gilbert sin professionella karriär som jockey, men tvingades att ta en paus då han brutit benet i juni 1958, då han blivit avkastad från en häst.  

### Död
Den 4 april 1961 på Aqueduct Racetrack i Queens i New York, kastades Gilbert av från hästen Plenty Papaya, under dagens fjärde löp. Gilbert slog huvudet mot en cementpelare, och avled på väg till sjukhus, endast 22 år gammal.